# Беллароза, Роберто
Роберто Беллароза (итал. Roberto Bellarosa; род. 23 августа 1994, Ванз, Бельгия) — бельгийский певец итальянского происхождения, который представил Бельгию на конкурсе песни «Евровидение 2013», с песней «Love Kills», занявшей 12 место с 71 баллом.

## Биография
Родился в бельгийском городе Ванз в итальянской семье. В девять лет был зачислен родителями в музыкальную школу для изучения теории музыки. Через некоторое время будущий исполнитель также начинает брать уроки вокала.
В 2011 году принял участие в «The Voice Belgique» (аналог британского «The Voice» и российского «Голоса»). 10 апреля 2012 года был признан победителем музыкального телепроекта, набрав 57 % голосов по итогам финального зрительского голосования.
16 ноября 2012 года был объявлен представителем Бельгии на конкурсе песни Евровидение 2013, с песней «Love Kills»., которая заняла 12 место с 71 баллом.

## Дискография

### Альбомы
- 2012 — Ma voie
- 2015 — Suis ta route

### Синглы
- «Jealous Guy» (2012)
- «Je Crois» (2012)
- «Apprends-moi» (2012)
- «Love Kills» (2013)
- Suivre mon étoile (2013)
- Agathe (2014)
- Suis ta route (2015)
- My Girl (2015)